# Episodi di Doraemon (serie animata 1979) (nona stagione)
Questa è la lista degli episodi della nona stagione dell'anime 1979 di Doraemon.

## Episodi
| Nº Ja | Nº It | Titolo italiano Giapponese 「Kanji」 - Rōmaji | In onda           | In onda           |
| Nº Ja | Nº It | Titolo italiano Giapponese 「Kanji」 - Rōmaji | Giapponese        | Italiano          |
| 886   | 253   | Il ripetifono 「ふきかえ糸電話」 - Fukikae itodenwa | 9 gennaio 1987    | 14 settembre 2004 |
| 886   | 253   | Il maestro intende andare a parlare con la madre di Nobita, per i suoi brutti voti. Nel frattempo Mii-chan confessa a Doraemon di dover subire le angherie di un bullo; Doraemon allora decide di aiutarla a vendicarsi con il ripetifono, che permette di far ripetere quello che si dice a un altro animale o a un'altra persona. Nobita ruba il chiusky a Doraemon e lo usa per far dire al maestro – arrivato a casa di Nobita – che quest'ultimo è diventato il primo della classe; inoltre fa in modo che Suneo picchi Gian e che quest'ultimo sia picchiato da sua madre. Doraemon riesce però a riprendersi il chiusky e fa in modo che Nobita confessi la verità alla madre e che lei punisca il figlio. |                   |                   |
| 887   | 255   | Le avioscarpe 「空中シューズ」 - Kuuchuu shuuzu | 16 gennaio 1987   | 16 settembre 2004 |
| 887   | 255   | Mentre torna da scuola, Nobita cade e finisce in una pozzanghera, sporcandosi i vestiti e facendo infuriare la madre. Dopo qualche insistenza, Doraemon aiuta l'amico con le avioscarpe: delle calzature che permettono di camminare per aria. Nobita usa però le scarpe per combinare scherzi, quindi Doraemon decide di dargli una lezione facendo in modo che Nobita scenda a terra e sia picchiato da Gian e Suneo. |                   |                   |
| 888   | 257   | Sogni e realtà 「ユメ完結チップ」 - Yume kanketsu chippu | 23 gennaio 1987   | 20 settembre 2004 |
| 888   | 257   | Nobita sogna di essere rimasto sulla Terra da solo con Shizuka, ma deve andare a scuola ed è costretto a svegliarsi. Grazie a uno speciale chip, Doraemon permette al ragazzo di vivere in prima persona i propri sogni. Dopo alcuni inconvenienti, Nobita riesce a vivere in prima persona il sogno dell'inizio: dopo un attimo di felicità, Shizuka fa capire all'amico la gravità della situazione e Nobita si dispera. Doraemon arriva e spiega che è stata trovata una bomba inesplosa e quindi tutti gli abitanti si sono rifugiati nei sotterranei della scuola. Nobita è sollevato, ma Shizuka è talmente arrabbiata con l'amico che lo ignora. |                   |                   |
| 889   | 259   | Il drago 「モンスターボール」 - Monsutaa bouru | 30 gennaio 1987   | 22 settembre 2004 |
| 889   | 259   | Cercando di sfuggire dall'ira della madre, Nobita genera un drago mediante la creamostri, dopodiché si nasconde nel cassetto con la macchina del tempo, la quale parte per un luogo imprecisato senza nessuno. Nobita e Doraemon sono costretti ad andare a cercarla nell'iperspazio, finché non si trovano nell'era Yayoi. Qui incontrano una povera famiglia che vuole sacrificare la figlia nel tentativo di placare la furia di Yamata no Orochi. Doraemon e Nobita decidono di impedire il sacrificio, ritrovandosi inseguiti dalla creatura. Quando essa sta per mangiare Nobita, Doraemon trova la macchina del tempo e scopre che la creatura era stata generata dalla creamostri e riesce a farla scomparire. I due amici possono quindi tornare a casa. |                   |                   |
| 890   | 261   | Un altro Nobita 「あべこべせかいミラー」 - Abekobe sekai mirai | 6 febbraio 1987   | 24 settembre 2004 |
| 890   | 261   | Nobita vorrebbe essere più forte, dopo aver ricevuto dei pugni da Gian e Suneo. Doraemon tira fuori uno speciale specchio e, dopo averlo attraversato, lui e Nobita si trovano in una realtà parallela dove tutte le persone di comportano al contrario di come fanno di solito (ad esempio Tamako da severa diventa dolce). Il "Nobita del mondo dall'altra parte dello specchio" attraversa lo specchio e, con la sua aggressività, mette nei guai il suo alter ego, costringendo quest'ultimo e Doraemon a fermarlo. Alla fine ci riescono; tuttavia la madre è furiosa, siccome l'alter ego di Nobita le ha mancato di rispetto. |                   |                   |
| 891   | 263   | La base segreta 「のび太の秘密基地」 - Nobita no himitsukichi | 13 febbraio 1987  | 28 settembre 2004 |
| 891   | 263   | Nobita decide di tramutare una grotta sulla collina dietro la scuola in una base segreta; tuttavia Gian e Suneo decidono di rubargli il nascondiglio e gli effetti personali. Grazie a dei chiusky, Doraemon permette a Nobita di costruire una tecnologica base segreta in giardino, con la quale lanciano dei missili a Gian, Suneo, un malintenzionato e Tamako, la quale ha trovato una verifica andata male. Nobita lascia la base per far sparire la verifica; tuttavia la madre riesce a entrare nella base segreta e la usa per costringere il figlio a fare i compiti. |                   |                   |
| 892   | 265   | L'aspirapolvere da compagnia 「ペッター」 - Pettaa | 20 febbraio 1987  | 30 settembre 2004 |
| 892   | 265   | Suneo mostra agli amici Lucky, un gatto himalayano da lui addestrato. Nobita vorrebbe fare altrettanto e, siccome la madre non vuole animali in casa, Doraemon dà all'amico le caramelle crea cuccioli, grazie a cui è possibile tramutare – con amore e pazienza – un aspirapolvere in un cucciolo, che il ragazzo chiama Spiro. Dopo essere riuscito nell'intento, Nobita mostra quanto fatto agli amici. A casa Spiro pulisce il pavimento autonomamente: Tamako tuttavia non è soddisfatta siccome l'aspirapolvere risucchia anche un giornale e una rivista. Sentendo ciò Spiro fugge di casa; Nobita e Doraemon lo ritrovano e sono costretti a farlo tornare un normale aspirapolvere. |                   |                   |
| 893   | 267   | La corda dell'età 「としのいずみロープ」 - Toshinoizumi roupu | 27 febbraio 1987  | 4 ottobre 2004    |
| 893   | 267   | Tamako rimprovera duramente Nobita e gli impone di fare i compiti sebbene il maestro non ne abbia dati; stufo dell'arroganza degli adulti, Nobita vorrebbe poterlo diventare immediatamente; Doraemon fa usare al ragazzo la corda dell'età, che permette di diventare più grandi o più piccoli al massimo di dieci anni. Dopo aver provato l'ebbrezza di essere adulto, Nobita viene raggiunto da Doraemon, che gli spiega che la madre ha scoperto la fuga. I due amici tornano a casa di nascosto e scoprono che Tamako è irritabile perché sta invecchiando, così Doraemon le fa usare il chiusky, permettendole di ringiovanire. |                   |                   |
| 894   | -     | 「赤いクツの思い出」 - Akai kutsu no omoide – "Il segreto della scarpetta rossa" | 6 marzo 1987      | inedito           |
| 895   | 269   | Ieri, oggi, domani 「日付変更チョーク」 - Hiduke henkou chouku | 13 marzo 1987     | 6 ottobre 2004    |
| 895   | 269   | Nobisuke non trova il giornale del giorno prima, così Nobita gli promette di tornare indietro nel tempo per farglielo avere. Siccome la macchina del tempo è guasta, Doraemon tira fuori un gessetto che permette di andare avanti o indietro di un giorno. Dopo essere riuscito nell'intento, Nobita va al giorno dopo, ma a causa di un inconveniente rischia di rimanervi bloccato. Fortunatamente Doraemon riesce a riportare il ragazzo indietro di un giorno. |                   |                   |
| 896   | 271   | Ricordi di infanzia 「あの日あの時あのダルマ」 - Anohianotoki ano daruma | 20 marzo 1987     | 8 ottobre 2004    |
| 896   | 271   | Nobita mostra a Shizuka un anello di platino della madre; tuttavia Gian e Suneo glielo rubano e inavvertitamente lo lanciano su un camion. Grazie al ritrova Nobita fa riapparire l'anello, nonché numerosi ricordi legati alla sua infanzia, suscitandogli il desiderio di tornare piccolo e trascurando i compiti, credendo di non avere futuro. Riesce però a motivarsi grazie a una bambolina Daruma regalatagli dalla nonna, la quale anche se cade a terra si alza sempre in piedi da sola. |                   |                   |
| 897   | 273   | I ciliegi in fiore 「真夜中のお花見」 - Mayonaka noo hanami | 27 marzo 1987     | 12 ottobre 2004   |
| 897   | 273   | Nobita e Doraemon desiderano andare a vedere i ciliegi in fiore l'ultimo giorno della loro fioritura. Dopo aver convinto i genitori, si mette a piovere, impedendo alla famiglia il picnic. Quella notte Doraemon conduce Nobita in campagna e, grazie ad alcuni chiusky, riesce a ricreare i ciliegi in fiore con relativa atmosfera. Nobita è così soddisfatto e, il giorno dopo, Tamako guarda stupita la foto ricordo dell'evento. |                   |                   |
| 898   | 275   | L'ologram-macchina 「ホログラ機」 - Horogura ki | 10 aprile 1987    | 14 ottobre 2004   |
| 898   | 275   | Stufo che Gian e Suneo se la prendano con lui, Nobita convince Doraemon ad aiutarlo; il gatto gli dà l'ologram-macchina, che permette di far diventare una persona un ologramma. Nobita riesce a ottenere vendetta su Gian e Suneo, ma i due scoprono il trucco e obbligano Doraemon a usare il chiusky su di loro e iniziano a inseguirlo. Doraemon fa tornare Gian e Suneo come prima; tuttavia il chiusky si rompe e Nobita deve rimanere ologramma per un po', non potendo né mangiare né bere. |                   |                   |
| 899   | 276   | Il laghetto magico 「木こりの泉」 - Ki korino izumi | 17 aprile 1987    | 15 ottobre 2004   |
| 899   | 276   | Doraemon è triste perché Nobisuke ha mangiato il suo ultimo dorayaki; grazie al laghetto magico – dal funzionamento analogo alla fiaba Il boscaiolo onesto – Doraemon riesce a ottenere un dorayaki gigante, Nobita un guantone da baseball nuovo e Shizuka un vestito elegante. Anche Gian vuole provare il chiusky, ma vi cade dentro; il risultato è che la dea robot nel laghetto tira fuori un Gian carino e simpatico, mentre la versione originale del bullo rimane intrappolata nel laghetto. |                   |                   |
| 900   | 277   | La pozione spunta-gambe 「植物歩かせ液」 - Shokubutsu aruka se eki | 24 aprile 1987    | 18 ottobre 2004   |
| 900   | 277   | Nel giardino della scuola il preside intende abbattere un albero per costruirvi un nuovo spogliatoio. Nobita e Doraemon non ci stanno, così usano la pozione spunta-gambe per spostare l'albero e poi trapiantarlo sulla collina dietro la scuola. |                   |                   |
| 901   | 278   | La gallina clona-tutto 「レプリコッコ」 - Repurikokko | 1º maggio 1987    | 19 ottobre 2004   |
| 901   | 278   | Nobita e Doraemon vorrebbero leggere un giornalino acquistato da Suneo e ne fanno una copia, seppur in miniatura, grazie alla gallina clona-tutto. I due amici decidono poi di clonare diversi libri e giocattoli, ma Gian e Suneo rubano il chiusky e, per errore, duplicano un dinosauro sputa fuoco, che inizia a inseguirli. |                   |                   |
| 902   | 279   | Nobita ha un nuovo hobby 「ポップ地下室とフエルミラー」 - Poppu chikashitsu to fuerumiraa | 8 maggio 1987     | 20 ottobre 2004   |
| 902   | 279   | Nobita costruisce un plastico raffigurante una stazione ferroviaria; tuttavia Suneo si vanta mostrandogli il suo, decisamente più grande. Nobita e Doraemon decidono di costruirne un altro ancora più grande, dopo aver aggiunto alla casa un piano sotterraneo. Alla fine il plastico è pronto e Nobita lo mostra agli amici, che rimangono stupiti. I ragazzi, tranne Suneo che è arrabbiato, si rimpiccioliscono per provare il treno; tuttavia rischiano di deragliare per la presenza di una pinza sui binari. Suneo riesce a salvarli e tutti fanno la pace. |                   |                   |
| 903   | 280   | L'ombrello invisibile 「カサイラズ」 - Kasairazu | 15 maggio 1987    | 21 ottobre 2004   |
| 903   | 280   | Shizuka invita Nobita a casa sua, ma il ragazzo non può uscire perché piove e la madre ha bisogno dell'unico ombrello che c'è. Grazie a uno spray, Doraemon permette a Nobita di uscire senza che si bagni; tuttavia Gian obbliga Nobita a tornare a casa e costringe Doraemon a usare il chiusky anche su di lui. In seguito Nobita convince Doraemon a farsi dare lo spray e lo spruzza prima su Suneo – che vorrebbe giocare con un aereo radiocomandato – e poi su Shizuka. Quella sera Nobita e gli amici vorrebbero fare il bagno, ma non ci riescono a causa dell'effetto del chiusky. |                   |                   |
| 904   | 281   | Difesa personale 「クローンリキッド悟空」 - Kurounri kiddo gokuu | 22 maggio 1987    | 22 ottobre 2004   |
| 904   | 281   | Gian e Suneo costringono Nobita a portare i loro zaini a casa e quest'ultimo desidera vendetta. Doraemon gli dà una speciale lozione per capelli, che se messa sui capelli e strappati, essi genereranno degli alter ego in miniatura. Tuttavia ciò non va come sperato e Nobita viene picchiato varie volte da Gian. In seguito il bullo ruba la lozione e la usa per creare dei suoi simili in miniatura, che infastidiscono i bambini. Per ovviare al problema Nobita fa usare la lozione alla madre di Gian. |                   |                   |
| 905   | 282   | Il robot 「プログラミングほくろ」 - Puro guramingu hokuro | 29 maggio 1987    | 25 ottobre 2004   |
| 905   | 282   | Suneo si vanta con Nobita e Shizuka del suo robot tecnologico, che non è ancora in commercio. Nonostante abbia già Doraemon, Nobita vorrebbe un robot come quello di Suneo e, dopo un litigio, Doraemon tira fuori le molecole di programmazione umane che permettono di far lavorare a proprio piacere le persone mentre dormono. Nobita le usa per far strappare le erbacce a Gian, sbrigare una commissione a Suneo, fare i compiti a Dekisugi e giocare con Shizuka. Il ragazzo tuttavia sbaglia e si trova a far la commissione, mentre Suneo strappa le erbacce, Gian fa i compiti e Dekisugi esce al cinema con Shizuka. Il giorno dopo Nobita si ritrova indolenzito per aver fatto 12 km a piedi e Doraemon decide di non dirgli la verità. |                   |                   |
| 906   | 283   | I fantasmi 「たたりチンキ」 - Tatari chinki | 5 giugno 1987     | 26 ottobre 2004   |
| 906   | 283   | Gian durante la notte vede un gatto fantasma e, per la paura, non riesce più a dormire. Ne parla con Doraemon, il quale sostiene che probabilmente è lo spirito di un gatto tormentato dal bullo, venuto per pareggiare i conti; per evitare che accada di nuovo il felino dovrà perdonare Gian. Doraemon più tardi spiega a Nobita che in realtà il fantasma è opera del liquido maledizione, usato dal robot stufo delle angherie di Gian sui gatti. Dopo aver usato la pozione per aiutare un cagnolino abbandonato a vendicarsi verso l'ex padrone, Nobita scorge con orrore che Tamako ha trovato un compito in classe andato male e sta bruciando i fumetti del figlio, il quale usa il chiusky sulla madre. Poco dopo il ragazzo usa il chiusky su sé stesso per vendicarsi verso il maestro, ma il tutto si ritorce contro siccome prima il docente rimprovera il fantasma e poi quest'ultimo se la prende con Nobita. |                   |                   |
| 907   | 284   | Il diario 「ジオラマブック」 - Jioramabukku | 12 giugno 1987    | 27 ottobre 2004   |
| 907   | 284   | Il maestro di Nobita ha assegnato alla classe il compito di fare un diario naturalistico di scienze, osservando ogni giorno un elemento naturale e annotandone le caratteristiche su un diario. Nobita tuttavia se ne è dimenticato e si ritrova l'ultima settimana a fare il lavoro di un mese. Shizuka decide di aiutare l'amico dandogli delle uova di farfalla; Suneo e Gian decidono di dargli delle uova di rana e una ninfa di cicala, facendogli credere che le rane e la cicala nasceranno già dopo una settimana. Grazie uno speciale diorama che fa accelerare il tempo, Nobita alleva quanto datogli, annotandone le caratteristiche sul diario. Infine il ragazzo e Doraemon fanno in modo che nascano le rane e la cicala, lasciando senza parole Gian e Suneo. |                   |                   |
| 908   | 285   | I cartelli 「交通標識ステッカー」 - Koutsuu hyoushiki sutekkaa | 19 giugno 1987    | 28 ottobre 2004   |
| 908   | 285   | Gian sta badando al negozio, quando Suneo – approfittando del fatto che l'amico non possa allontanarsi da lì – si diverte a provocarlo. Dopo aver scoperto tutto da Suneo, Nobita afferma che non dovrebbe "preoccuparsi di uno come Gian", ma viene sentito da quest'ultimo, che inizia a inseguirlo. Tornato a casa Nobita scopre da Doraemon l'esistenza di speciali cartelli, simili ai segnali stradali, che danno prescrizioni alle persone di cui si scrive il nome sul retro. I due amici decidono di attaccare i cartelli per prendere in giro Gian e permettere a Suneo di uscire senza pericoli. Dopo essere stato schernito da Nobita e Doraemon, Gian cerca di prenderli, ma ogni volta non ci riesce a causa dei cartelli, finendo per essere inseguito dalla madre, dal maestro e da un cane. |                   |                   |
| 909   | 286   | La freccia "seguilo" 「ついせきアロー」 - Tsuiseki arou | 26 giugno 1987    | 29 ottobre 2004   |
| 909   | 286   | Dopo la scuola, Gian vorrebbe tornare a casa con Nobita, ma lui dice che deve fermarsi a fare le pulizie. Più tardi Gian scopre che Nobita gli ha mentito e quest'ultimo riesce a sfuggire alla rabbia del bullo grazie alla freccia "seguilo", in grado di rintracciare la posizione di una determinata persona. Più tardi Gian e Suneo, scoperto il trucco, cercano di bloccare la freccia in vari modi, ma ogni tentativo fallisce, quindi Gian ordina a Doraemon di far arrivare sul posto Nobita. Doraemon e Nobita si imbattono però nella madre di Gian e decidono di scambiare il corpo della donna con quello di Nobita. Di conseguenza Gian dice a quello che crede essere Nobita di voler usare il chiusky per rintracciare sua madre e lei lo insegue. |                   |                   |
| 910   | 287   | La festa dei desideri 「ねがい七夕ロケット」 - Negai tanabata roketto | 3 luglio 1987     | 1º novembre 2004  |
| 910   | 287   | È la festa di Tanabata e, per l'occasione, Nobita intende scrivere i suoi desideri su delle strisce di carta, ma viene schernito da Gian e Suneo, i quali sostengono che sia tutta una favola. Tramite il razzo dei desideri Nobita desidera un aumento della paga settimanale, ma finisce per perdere tutti i soldi che rimanevano (una moneta da 10 ¥). Doraemon scopre poi di essersi sbagliato e di avergli dato il contro desiderio, che fa avverare il contrario. Nobita e Doraemon si mettono a litigare per l'accaduto, finché quest'ultimo decide di andarsene. Nobita poi decide di usare il razzo a suo vantaggio esprimendo il contrario di quello che vorrebbe. Mentre pensa i desideri, si imbatte in Gian e Suneo, che scoprono dell'esistenza del chiusky e lo usano per esprimere il contrario dei desideri che vorrebbero che si avverino (ad esempio voler fare i compiti tutti i giorni), senza sapere che Doraemon ha sostituito il contro desiderio con il razzo dei desideri. Di conseguenza i desideri dei ragazzi si avverano come sono scritti. |                   |                   |
| 911   | 288   | I cerotti 「なおしバンとこわしバン」 - Naoshi ban tokowashi ban | 10 luglio 1987    | 2 novembre 2004   |
| 911   | 288   | Suneo regala a Nobita dei giocattoli ormai rotti. Nobita scopre poi da Doraemon l'esistenza del cerotto guastatore e del cerotto riparatore, capaci rispettivamente di rendere inservibile un oggetto e di far funzionare qualcosa di guasto. Il ragazzo decide pertanto di appiccicare dei cerotti riparatori sui giocattoli ricevuti in regalo e di giocarci. Arriva sul posto Gian, il quale si arrabbia con Suneo per non aver ricevuto neppure un gioco, così Suneo chiede indietro i giocattoli, minacciando di dirlo a Gian in caso contrario. Nobita e Doraemon ubbidiscono, non prima di aver tolto i cerotti. Quando Gian prova a far funzionare una macchinina radiocomandata, questa non parte e Suneo scopre il trucco. Gian ruba quindi i cerotti da Doraemon, ma prende quelli sbagliati e la macchinina esplode. |                   |                   |
| 912   | 289   | L'album fotografico 「大げさカメラ」 - Ooge sa kamera | 17 luglio 1987    | 3 novembre 2004   |
| 912   | 289   | Suneo scatta a Gian delle foto in cui lui compie azioni da supereroe, come sollevare un macigno, e anche Nobita afferma di saperle fare. Doraemon aiuta l'amico con la spettacolaroid, una speciale macchina fotografica capace di esagerare qualunque azione (ad esempio un salto da pochi metri ne diventa uno da 20 metri) e decidono di creare delle foto analoghe a quelle di Gian. Nobita mostra poi le foto agli amici, i quali rimangono impressionati. Tuttavia Gian e Suneo capiscono la verità e si arrabbiano prima con Nobita e poi con Doraemon. |                   |                   |
| 913   | 290   | Prova di coraggio 「きもだめしメガネ」 - Kimodameshi megane | 24 luglio 1987    | 4 novembre 2004   |
| 913   | 290   | Doraemon fa indossare a Nobita degli speciali occhiali che fanno vedere il tutto più spaventoso, ma il ragazzo terrorizzato li toglie subito dopo. Gian e Suneo scoprono poi dell'esistenza degli occhiali e decidono di fare una gara con Nobita a chi resiste più a lungo con il chiusky. Nobita riesce a vincere con l'aiuto di Doraemon, Suneo perde quando un uomo gli fa cadere gli occhiali e Gian si spaventa quando vede dei cloni di sua madre (in realtà sono gli amici travestiti da mostri). |                   |                   |
| 914   | 291   | Trucchi di prestigio 「ナカミスイトール」 - Nakamisuitouru | 31 luglio 1987    | 5 novembre 2004   |
| 914   | 291   | Suneo esegue un gioco di prestigio davanti a Shizuka e Nobita, consistente nello spostare una moneta da un bicchiere capovolto a un altro. Quest'ultimo cerca di emulare il trucco, ma senza successo, così Doraemon, per compiere il gioco, usa un chiusky capace di aspirare un oggetto e spostarlo altrove. Dopo aver fatto uno scherzo alla madre, i due amici escono e si imbattono in Gian, che tiene un cagnolino prigioniero sotto un bidone della spazzatura, così Nobita lo libera con il chiusky. Furioso, Gian comincia a inseguire Nobita e Doraemon, finché viene inavvertitamente risucchiato dal gadget. Quando i due incontrano Shizuka e Suneo, a Nobita viene l'idea di spostare gli insetti catturati da Suneo nella borsa della spesa dell'amica; tuttavia anche Gian viene messo nella borsa. A causa di ciò la borsa si rompe e gli insetti si spiaccicano; di conseguenza Nobita e Doraemon si trovano inseguiti da Gian, Suneo e Shizuka. |                   |                   |
| 915   | 292   | In cerca di brividi 「スリルチケット」 - Suriruchiketto | 8 agosto 1987     | 8 novembre 2004   |
| 915   | 292   | In una giornata calda Nobita scopre che Gian e Suneo, per combattere le alte temperature, sono andati al castello delle streghe al luna park. Ne parla quindi con Doraemon, il quale dà all'amico degli speciali buoni che permettono di provare più o meno paura. Nobita poi ruba il chiusky a Doraemon per usarlo con gli amici: Shizuka si trova un bruco addosso, Suneo attira la furia di Gian e quest'ultimo crede di essere stato allontanato di casa ed espulso dalla scuola. Infine Nobita si ritrova con un ultimo buono e, mentre il ragazzo chiede aiuto a Doraemon, la madre scopre dei compiti in classe con brutti voti. |                   |                   |
| 916   | 293   | Carichi pesanti 「ブラックホールペン」 - Burakku hourupen | 21 agosto 1987    | 9 novembre 2004   |
| 916   | 293   | Tamako deve restituire a un collega di Nobisuke un apparecchio per il karaoke; Nobita, che ultimamente ha preso diversi zero, decide di offrirsi per la restituzione, ma presto si stanca. Per aiutare l'amico, Doraemon tira fuori la penna buco nero e la penna buco bianco: disegnando un cerchio con esse si genera rispettivamente un buco nero (che risucchia gli oggetti) e un buco bianco (che riporta le cose nella realtà). In seguito Nobita, aiutando Shizuka a trasportare il violino con il chiusky, si dimentica di cancellare il buco, che risucchia Doraemon e Tamako; inoltre perde la penna buco bianco, la quale viene trovata dal maestro. Mentre il ragazzo cerca invano la penna, il maestro corregge i compiti in classe degli alunni e, su quello di Nobita, traccia uno zero con la penna trovata poco prima: il violino, Doraemon e Tamako sono salvi. |                   |                   |
| 917   | 294   | Come una piuma 「重さすいこみ銃」 - Omosa suikomi juu | 28 agosto 1987    | 10 novembre 2004  |
| 917   | 294   | Dopo essere stato trattenuto a scuola a studiare, Nobita decide di mettersi d'impegno, ma arrivato a casa, la madre lo obbliga a portare fuori la spazzatura. Siccome i rifiuti sono troppo pesanti, Doraemon aiuta Nobita con una pistola in grado di ridurre il peso; inoltre il ragazzo usa il chiusky per prendersi una rivincita su Gian e Suneo. Poco dopo questi ultimi scoprono di essere stati imbrogliati, così Nobita fugge volando, seguito da Doraemon e Shizuka. Quando il Sole tramonta, i tre si ritrovano in mezzo all'oceano. Tramite un chiusky, i tre tornano a casa camminando sull'acqua, con Nobita disperato per non aver fatto i compiti. |                   |                   |
| 918   | 295   | La sveglia 「オバケタイマー」 - Obake taimaa | 4 settembre 1987  | 11 novembre 2004  |
| 918   | 295   | Nobita e Gian arrivano in ritardo a scuola e il maestro li punisce facendo saltare loro la lezione di educazione fisica. Quel pomeriggio Gian si arrabbia con Nobita, accusandolo di avergli attaccato la malattia del sonno; inoltre Nobita deve fare i compiti, ma è stanco e vorrebbe riposarsi cinque minuti. Per essere sicuro che dopo cinque minuti il ragazzo faccia i compiti, Doraemon punta la sveglia fantasmina che, anziché suonare, genera un fantasma: Nobita terrorizzato ubbidisce. Più tardi Nobita cerca di utilizzare la sveglia per vendicarsi di Gian; tuttavia il bullo è contento, avendo trovato finalmente il sistema per alzarsi in tempo prima di scuola. |                   |                   |
| 919   | 296   | È tutto ok 「ジャイアンをだまらせろ」 - Jaian wodamarasero | 11 settembre 1987 | 12 novembre 2004  |
| 919   | 296   | Stufo di essere spesso sgridato, Nobita si deprime; Doraemon decide di aiutarlo con lo stoppa rabbia che, se posto sulla bocca di una persona arrabbiata, la farà tacere. Dopo aver calmato varie persone arrabbiate, Nobita usa il chiusky su Gian, furibondo con Suneo. Quest'ultimo tuttavia si impossessa dello stoppa rabbia, con lo scopo di provocare ripetutamente Gian e poi calmarlo. Doraemon spiega a Nobita che, se usato molte volte sulla stessa persona, la sua ira aumenterà a dismisura e poi esploderà, cosa che accade a Gian sulla collina dietro la scuola. |                   |                   |
| 920   | 297   | Giochi per strada 「交通規制タイマー」 - Koutsuukisei taimaa | 18 settembre 1987 | 15 novembre 2004  |
| 920   | 297   | Per convincere Nobita a uscire di casa, Doraemon gli presta degli speciali pattini, capaci di far mantenere l'equilibrio a chi li indossa. I due si recano al parco abbandonato, che però è inagibile; per ovviare al problema, Doraemon posiziona su una via un chiusky in grado di bloccare temporaneamente il traffico, ma finisce presto per crearsi un ingorgo. Quando Doraemon decide di rimuovere il chiusky, il traffico si ripristina, ma Tamako rimane vittima del caos. |                   |                   |
| 921   | 298   | Il labirinto fai da te 「家の中で迷子」 - Ie no naka de maigo | 25 settembre 1987 | 16 novembre 2004  |
| 921   | 298   | Nobita si perde in una villa enorme, venendo schernito da Gian e Suneo; per esercitarsi nell'orientamento chiede aiuto a Doraemon, che gli dà il labirinto fai da te, ossia una ruota che, man mano che viene girata, crea un labirinto sempre più intricato. Poco dopo Gian e Suneo invitano Nobita a giocare a baseball; quest'ultimo, desideroso di vendetta, dice ai due di entrare in casa, non prima di aver girato parecchio la ruota. Gian e Suneo si ritrovano dunque a vagare per la casa-labirinto, insieme a Doraemon e Nobita; inoltre anche Tamako gira la ruota, rendendo ancora più labirintica la casa. Quando Nobisuke torna a casa gira la ruota nel senso opposto, ripristinando l'originale disposizione dei locali. Il gruppo è salvo, ma al contempo furioso con Nobita per l'accaduto. |                   |                   |
| 922   | 299   | Soldi e talenti 「ようこそ質屋へ」 - Youkoso shichiya he | 2 ottobre 1987    | 17 novembre 2004  |
| 922   | 299   | Nobita desidera comprare un libro di barzellette, ma non ha abbastanza denaro. Vendendo al banco dei pegni automatico diversi oggetti, riesce a racimolare il denaro che gli serve per l'acquisto. In seguito Nobita si imbatte in un povero pittore, al quale chiede in prestito uno dei suoi quadri, il quale viene valutato 1000 ¥. Poco dopo arriva il direttore di una galleria d'arte, che vuole organizzare una mostra con i quadri del pittore, il quale accetta felice. |                   |                   |
| 923   | 300   | Il cane Beso 「泣くな，ベソ!!」 - Naku na, Beso!! | 23 ottobre 1987   | 18 novembre 2004  |
| 923   | 300   | Nobita legge una storia in cui una volpe assume le sembianze umane per ingannare due viandanti e Doraemon tira fuori una foglia che si basa sul medesimo principio. Nobita e Shizuka decidono di usare la foglia su Beso, un cane maltrattato dal padrone. Quando quest'ultimo sta per picchiare Beso, la foglia fa invertire i ruoli tra cane e padrone. Mentre Beso va a giocare a baseball nei panni del padrone, quest'ultimo capisce il suo errore. Quando i ruoli ritornano come prima, cane e padrone si riappacificano. |                   |                   |
| 924   | 301   | Il microfono cambiacomportamento 「タイムカプセル」 - Taimukapuseru | 23 ottobre 1987   | 19 novembre 2004  |
| 924   | 301   | Durante gli allenamenti di baseball, Suneo lancia la pallina a Nobita, che non la batte, facendola atterrare in faccia a Gian. Suneo tuttavia rigira l'accaduto a suo favore, accusando Nobita, così quest'ultimo viene picchiato da Gian. Nobita vorrebbe che Gian si scusi con lui e, per aiutarlo nello scopo, Doraemon tira fuori uno speciale microfono, parlando nel quale si può fare in modo che persona pronunci le rispettive frasi. Dopo essere riuscito nell'intento, Nobita si rifiuta di restituire il chiusky a Doraemon e lo usa a suo vantaggio. A casa, Doraemon si impossessa del microfono e lo usa per far fare i compiti a Nobita. |                   |                   |
| 925   | 302   | Voglio tornare neonato! 「あの頃に戻りたい！」 - Ano goroni modori tai! | 30 ottobre 1987   | 22 novembre 2004  |
| 925   | 302   | Nobita è stufo del fatto che la madre sia sempre brusca con lui e vorrebbe tornare piccolo, quando non veniva sgridato; grazie alla spirito-time Doraemon trasferisce temporaneamente lo spirito di Nobita ragazzo – il cui corpo rimane inerte – nel corpo di Nobita neonato. Mentre Nobita ha modo di divertirsi da piccolo, nel presente Tamako si preoccupa per il figlio, che crede stia male. Quando lo scambio finisce la madre è contenta che Nobita stia bene, ma è ancora spaventata e il ragazzo si prende cura di Tamako come faceva lei con il figlio piccolo. |                   |                   |
| 926   | 303   | Comunicazioni difficili 「ツーカー錠」 - Tsuuka jou | 30 ottobre 1987   | 23 novembre 2004  |
| 926   | 303   | Nobisuke chiede alla moglie dove ha messo un determinato oggetto, ma lei non capisce a cosa si riferisce. Per aiutarli a capirsi Doraemon fa mangiare loro metà di una pillola che fa capire al volo due persone con difficoltà di comunicazione, pronunciando la prima "amblim" e la seconda "blone". In seguito Nobita convince Doraemon a farsi dare le pillole; dopo averle usate con Dekisugi per capire come svolgere i compiti e con Shizuka per mettersi d'accordo su dove fare un picnic, Gian gliele ruba e ne usa subito una per comunicare con Suneo. Doraemon arriva sul posto e poco dopo Gian e Suneo, in una rissa, perdono le pillole che vengono riprese da Doraemon. Il giorno dopo a scuola Nobita viene rimproverato dal maestro e deriso dai compagni per aver fatto i compiti scrivendo solo "amblimblone". |                   |                   |
| 927   | 304   | Tale nonno, tale padre 「パパとおじいちゃん」 - Papa toojiichan | 6 novembre 1987   | 24 novembre 2004  |
| 927   | 304   | Una notte arriva in sogno a Nobisuke il fantasma di suo padre, il quale convince l'uomo a essere più severo con Nobita; di conseguenza il giorno dopo il ragazzo è trattato duramente dal padre. Doraemon apprende il perché del cambiamento e lo racconta a Nobita: i due decidono di tornare indietro nel tempo, per conoscere meglio il nonno. Qui assistono di nascosto a Nobisuke ragazzino che viene trattato dal padre esattamente come Nobita nel presente. Quella sera i due amici vengono scoperti dal nonno, al quale spiegano chi sono e che Nobisuke si comporta duramente. Doraemon, Nobita e suo nonno tornano nel presente e quest'ultimo dice a Nobisuke di comportarsi in modo gentile con Nobita. Nobisuke però spiega al padre le pessime qualità del ragazzo, il quale viene sgridato dai due uomini. |                   |                   |
| 928   | 305   | L'olio dolorifico 「かげふみオイル」 - Kagefumi oiru | 6 novembre 1987   | 25 novembre 2004  |
| 928   | 305   | Per aver perso una partita di baseball, Gian picchia Nobita e quest'ultimo vuole vendicarsi con l'olio dolorifico, capace di far male a una persona calpestandone l'ombra. Dopo aver aspettato il tramonto (quando le ombre sono più lunghe) Doraemon e Nobita mettono l'olio sull'ombra di Gian e la calpestano in vari modi, finché Gian capisce cosa sta succedendo. Infine il ragazzo deve fuggire da un camion, che rischia di ucciderlo qualora ne investa l'ombra. |                   |                   |
| 929   | 306   | Il distintivo dell'amicizia 「なかまバッチ」 - Nakama bacchi | 13 novembre 1987  | 26 novembre 2004  |
| 929   | 306   | Mentre torna a casa, Nobita urta una macchinina di Suneo, senza romperla, ma quest'ultimo mente e Gian picchia Nobita. Doraemon decide di dare ai due una lezione, ma si allontana per andare in soccorso di Mii-chan, vittima delle prepotenze di un altro gatto, e Nobita viene nuovamente malmenato. Doraemon allora aiuta il ragazzo con il distintivo dell'amicizia: le due persone che lo indossano diventano amici e si proteggono a vicenda. Dopo che Nobita ha indossato il suo, l'altro viene lanciato via dal maestro e trovato da Gian, che salva il ragazzo da un cane feroce. Inoltre Nobita usa altre coppie di distintivi per poter copiare i compiti da Dekisugi e giocare con Shizuka, malgrado abbia lezione di pianoforte. Il tutto gli si ritorce contro quando deve smettere di giocare con Shizuka per salvare Gian dalla rabbia della madre e quest'ultima vuole sculacciare anche Nobita. |                   |                   |
| 930   | 307   | La nuvola magica 「半分おでかけ雲」 - Hanbun odekake kumo | 13 novembre 1987  | 29 novembre 2004  |
| 930   | 307   | Nobita vorrebbe fare una passeggiata nel bosco con gli amici, ma Tamako lo obbliga a fare i compiti prima di uscire. Poco dopo Doraemon spiega al ragazzo che, grazie alla nuvola magica, una metà del corpo di una persona può stare da una parte, l'altra metà altrove. Nobita usa subito il chiusky per uscire con gli amici e al contempo poter tornare immediatamente a casa qualora la madre entri in camera. A un certo punto, per giocare a nascondino, Nobita si trasporta per intero nel bosco e poco dopo Tamako, accortasi della fuga del figlio, butta fuori dalla finestra la parte della nuvola che sta in casa. Essa inizia a volare e di conseguenza Nobita, quando vuole tornare subito a casa, rischia di affogare in un fiume. |                   |                   |
| 931   | 308   | L'uomocomando 「人間リモコン」 - Ningen rimokon | 20 novembre 1987  | 30 novembre 2004  |
| 931   | 308   | Per far finire velocemente i compiti a Nobita, Doraemon tira fuori l'uomocomando, un chiusky dotato di sensore e telecomando: chi indossa il sensore ubbidirà ai comandi premuti (pausa, play, stop, avanti, indietro). Finiti i compiti, Nobita si fa prestare il chiusky con lo scopo di farlo vedere a Shizuka, ma viene picchiato da Gian. Quest'ultimo afferma che Suneo ha accusato Nobita di averlo messo in cattiva luce, appendendo a un muro un suo compito in classe andato male. Nobita non ne sa niente e, per stabilire la verità, usa il chiusky su Suneo, scoprendo che in realtà il responsabile è quest'ultimo, che viene picchiato da Gian. Nobita vuole usare il chiusky per tornare a casa in fretta, ma sbaglia e preme stop, rimanendo bloccato, finché Doraemon preme play. A casa Nobita viene sgridato dalla madre per essere tornato tardi e decide di usare il chiusky su di lei per divertirsi. |                   |                   |
| 932   | 309   | Voglia di vacanza 「旅行窓セット」 - Ryokou mado setto | 20 novembre 1987  | 1º dicembre 2004  |
| 932   | 309   | A differenza dei suoi amici, la famiglia di Nobita non può permettersi di partire per le vacanze. Per consolare Nobita, Doraemon tira fuori un chiusky che simula un viaggio stando in casa. Grazie al chiusky, i due amici raggiungono Gian in montagna, Shizuka in campagna e infine Suneo alle Hawaii; scattano inoltre a ognuno una foto in un momento imbarazzante. Più tardi, quando i ragazzi tornano dalle vacanze, Nobita mostra loro le foto che ha fatto: essi rimangono imbarazzati e sbalorditi sul fatto che Nobita sia andato nei vari posti. |                   |                   |
| 933   | 310   | Manovre notturne 「ねながらケース」 - Nenagara keusu | 27 novembre 1987  | 2 dicembre 2004   |
| 933   | 310   | Nobita si sveglia di notte perché realizza di non aver fatto i compiti; poco dopo Doraemon gli rivela che Nobisuke è uscito per fare jogging grazie alla custodia per sonnambuli, che permette di fare una qualunque azione nel sonno. Nobita allora convince Doraemon fargli usare la custodia per fare i compiti mentre dorme. Quel pomeriggio Nobita desidera avere indietro un libro rubatogli da Gian, ricevere in prestito un videogioco nuovo di Suneo e stare con Shizuka, ma lei è fuori casa. Il ragazzo decide di usare altre custodie per far fare agli amici quella notte quanto desiderato; tuttavia rompe il controller e non sa come dirlo a Suneo. Doraemon gli dà un'altra custodia e Nobita la usa per scusarsi con Suneo, ma esagera a tal punto che Suneo, per sfuggire all'amico, si deve arrampicare su un palo e finisce per cadere. |                   |                   |
| 934   | 311   | I geni fumosi 「モクモクマン」 - Mokumokuman | 27 novembre 1987  | 3 dicembre 2004   |
| 934   | 311   | Tamako va a fare la spesa e impone a Nobita di fare la guardia alla casa mentre lei è via. Il ragazzo tuttavia riceve un invito a casa di Shizuka e, disubbidendo, si allontana; si imbatte però in Gian, che lo obbliga a sbrigare delle faccende, per poter giocare a pallone con Suneo. Doraemon arriva e aiuta l'amico con una speciale bottiglia, in grado di generare dei geni fumosi, ognuno dei quali può esaudire un desiderio. Nobita crea dei geni per sbrigare le faccende e, mentre si allontana, viene scoperto da Gian e Suneo, che iniziano a inseguirlo. Per difendersi, crea un genio gigantesco e gli ordina di sbarazzarsi dei bulli. Poco dopo Gian viene trovato della madre, la quale lo obbliga a sbrigare le faccende, mentre Nobita e Shizuka si divertono. |                   |                   |
| 935   | 312   | Il non si vede 「透明ボディーガード」 - Toumei bodeiigaado | 4 dicembre 1987   | 6 dicembre 2004   |
| 935   | 312   | Gian sfida a un incontro di boxe Nobita, il quale perde miseramente. Tornato a casa, Nobita trova Doraemon che ha acquistato dai magazzini del futuro il non si vede, ossia una guardia del corpo invisibile. A causa di un errore di montaggio del ragazzo, la guardia del corpo non ha un limite alle azioni; di conseguenza si comporta in modo violento con Doraemon, gli amici, il maestro e la madre. Per risolvere il problema Doraemon e Nobita sono costretti ad aspettare che il chiusky si rompa. |                   |                   |
| 936   | 313   | Il robot-copia 「へんしんロボット」 - Henshin robotto | 4 dicembre 1987   | 7 dicembre 2004   |
| 936   | 313   | Dopo essere stato picchiato da Gian, Nobita chiede aiuto a Doraemon, ma in realtà è un suo clone, che non può ascoltarlo. Tornato a casa Nobita scopre che la copia è opera di uno speciale volpacchiotto, che permette di creare un clone-robot di una persona e far esaudire a esso un desidero. Il ragazzo lo usa subito per creare un clone e usarlo per vendicarsi di Gian; tuttavia il clone viene trattenuto dalla madre e Nobita, ignaro del contrattempo, esce di casa con lo scopo di assistere al combattimento, ma viene inseguito dal bullo. Intanto il clone esce di casa e si imbatte in Suneo, che lo fa tornare una volpe, la quale poco dopo si trasforma in una copia di Shizuka. Quando Gian intende picchiare nuovamente Nobita, la copia di Shizuka arriva sul posto e mette fuori combattimento il bullo. Infine Doraemon vuole indietro il robot, ma si vergogna a far tornare la copia di Shizuka una volpe. |                   |                   |
| 937   | 314   | La cipensoio 「完全修正機」 - Kanzen shuusei ki | 11 dicembre 1987  | 9 dicembre 2004   |
| 937   | 314   | Per la scuola Nobita deve realizzare il disegno di un amico; fa un ritratto di Doraemon, ma a lui non piace e lo modifica radicalmente con la cipensoio, che permette di abbellire un disegno. Nobita quindi realizza un ritratto di Shizuka, di Gian e parecchi altri ragazzi. Tornato a casa Nobita usa il chiusky per terminare velocemente i compiti, ma siccome l'effetto è solo temporaneo, i compiti e i disegni ritornano come prima la mattina dopo. |                   |                   |
| 938   | 315   | Il clona-persone gonfiabile 「あやつりそっくり風船」 - Ayatsurisokkuri fuusen | 11 dicembre 1987  | 10 dicembre 2004  |
| 938   | 315   | Tamako impone a Nobita di uscire, ma fa freddo e il ragazzo non ne ha voglia. Grazie a un chiusky Nobita crea un clone di sé stesso che compie le stesse azioni della persona raffigurante e fa fare una passeggiata alla copia. Dopo alcune disavventure, Nobita deve andare in bagno e, non realizzando che sta comandando il robot, fa fare a esso la pipì davanti a Shizuka. |                   |                   |
| 939   | 316   | La multiscarpa 「のりものぐつ」 - Norimonogutsu | 18 dicembre 1987  | 13 dicembre 2004  |
| 939   | 316   | Suneo invita i suoi amici a raggiungere il monte Takai con l'auto di suo cugino, ma esclude Nobita. Quest'ultimo e Doraemon decidono quindi di sfidare Sunekichi a chi raggiunge per primo il monte grazie a delle speciali scarpe, che permettono di simulare l'uso di vari mezzi di trasporto, riuscendo ad arrivare prima di Sunekichi. Mentre Nobita e Doraemon dormono, Suneo e Gian arrivano sul posto e rubano le scarpe. Premono però il pulsante che trasforma le scarpe in sottomarini e i due rischiano di affogare in un lago. |                   |                   |
| 940   | 317   | La comando-pistola 「めいれい銃」 - Meirei juu | 18 dicembre 1987  | 14 dicembre 2004  |
| 940   | 317   | Nobita sta leggendo un manga, ma deve fare i compiti; viene costretto da Doraemon a eseguirli con la comando-pistola: scrivendo un ordine su un foglio e sparando un proiettile a una persona essa eseguirà quanto scritto. Dopo aver sparato a Doraemon per farsi prestare il chiusky, il ragazzo lo usa per far strappare le erbacce a Tamako e per altri usi impropri. Infine, cercando di obbligare Gian e Suneo a pulire il giardino, spara un proiettile al maestro, che si trova anche lui coinvolto nel compito. Doraemon decide allora di sparare un proiettile anche a Nobita, che deve aiutare la madre e il maestro a strappare le erbacce. |                   |                   |
| 941   | 318   | Il saltatempo 「タイムワープリール」 - Taimuwaa puriiru | 25 dicembre 1987  | 15 dicembre 2004  |
| 941   | 318   | È la vigilia di Natale: Nobita desidera sapere che regali riceverà il giorno dopo, ma i genitori si rifiutano di dirglielo; per distrarsi decide di andare a trovare Shizuka insieme a Doraemon. La ragazza non è a casa e, siccome Nobita è spazientito dall'attesa, Doraemon usa il saltatempo, che permette di far avanzare il tempo più velocemente. Tornato a casa Nobita usa il chiusky per arrivare velocemente a mezzanotte, solo per scoprire che riceverà dei libri; andando avanti nel tempo scopre che riceverà sempre regali deludenti, finché diventa adulto e non riesce a tornare ragazzino. Per fortuna poco dopo il saltatempo si rompe e Nobita ritorna ragazzino, nel presente. |                   |                   |
| 942   | 319   | La bacotta 「むせいぶつ指揮棒」 - Museibutsu shikibou | 25 dicembre 1987  | 16 dicembre 2004  |
| 942   | 319   | Nonostante ci sia un forte vento freddo, Tamako obbliga Nobita a raccogliere le foglie in giardino; grazie a una speciale bacchetta magica Doraemon anima la scopa, la paletta e le foglie per far sbrigare agli attrezzi il lavoro. Il ragazzo deve anche fare la spesa e, per evitare anche questa incombenza, crea un suo fantoccio, che anima con il chiusky. Mentre il fantoccio fa la spesa, Nobita e Doraemon usano il chiusky per animare le automobiline dei loro amici e fare una gara; partecipa anche Nobita con una macchinina di cartapesta, la quale vince la competizione. Arrivato a casa Nobita scopre che il fantoccio non è ancora tornato: è salito su un palo per sfuggire a un cane. |                   |                   |

## Speciali
| Nº  | Giapponese 「Kanji」 - Rōmaji - Traduzione letterale                         | In onda        | In onda  |
| Nº  | Giapponese 「Kanji」 - Rōmaji - Traduzione letterale                         | Giapponese     | Italiano |
| S38 | 「のら犬「イチ」の国」 - Norainu ichi no kuni – "Il paese del cane randagio" | 2 gennaio 1987 | inedito  |
| S39 | 「ガンファイターのび太」 - Ganfaitā Nobita – "Nobita, il pistolero del west" | 3 aprile 1987  | inedito  |
| S40 | 「ＧＯ！ＧＯ！ノビタマン」 - GO! GO! Nobitaman – "Nobita, in azione!"        | 14 agosto 1987 | inedito  |
| S41 | 「タイムカプセル」 - Taimukapuseru – "La capsula del tempo"                  | 9 ottobre 1987 | inedito  |